# Wiktor Gutowski
Wiktor Ignacy Gutowski (ur. maj 1884 w Gołyminie, zm. 1971 w Krakowie) – polski malarz i pedagog.

## Życiorys
Studiował malarstwo w pracowni Leona Wyczółkowskiego na Akademii Sztuk Pięknych w Krakowie, naukę kontynuował na Akademie der bildenden Künste Wien w Wiedniu. Po raz pierwszy wystawiał swoje obrazy w 1918 w Krakowie i Lwowie. Był członkiem Sokoła, w 1914 wstąpił do Legionów Polskich, zaszeregowano go do 2 Pułku Piechoty II Brygady. W 1918 walczył w obronie Lwowa, po zakończeniu działań zbrojnych przez rok uczył się w Warszawskiej Szkole Rysunku. W 1920 przyjął etat nauczyciela rysunku w nowotarskim Gimnazjum im. Seweryna Goszczyńskiego. Podczas II wojny światowej uczył rysunku na kursach przygotowujących do szkół zawodowych, był dwukrotnie więziony w zakopiańskiej „Palace” (grudzień 1939 i marzec 1941). W kwietniu 1941 okupant odebrał Wiktorowi Gutowskiemu prawo wykonywania zawodu nauczyciela. Po 1945 kontynuował pracę nauczyciela w gimnazjum. W 1958 przeszedł na emeryturę i przeprowadził się do Krakowa, gdzie zmarł w 1971.

## Twórczość
Twórczość Wiktora Gutowskiego obejmuje pejzaże, martwą naturę i obrazy o charakterze sakralnym. W kościele pw. Najświętszego Serca Pana Jezusa w Nowym Targu znajduje się droga krzyżowa namalowana przez artystę. Na wielu obrazach uwiecznił Nowy Targ, malował domy, ulice, zakątki, dużą wagę zwracał na style architektury malowanych domów, akcentował styl podhalański. Jako pedagog angażował się w swoją pracę, wystawa prac uczniów Wiktora Gutowskiego miała miejsce w krakowskim Muzeum Przemysłu.